# Peça Coint Cas Voltor
El Cas Voltor (o Cas Inestur) és un escàndol de presumpta corrupció política que va esclatar el 3 de febrer de 2010 amb la detenció de diversos alts càrrecs d'Unió Mallorquina (UM) en el Govern de les Illes Balears. Per la seva complexitat, la jutgessa titular del jutjat d'instrucció número 10 Carmen Abrines, va anar obrint peces separades d'aquest cas, per tal de jutjar cada trama per separat. La que fa referència a la Fundació Coint, és la peça número 2 d'aquest cas de corrupció i es va obrir el 10 de juny de 2010

## Descripció de la peça
L'exconseller de Turisme del Govern Francesc Buils i l'exdirector general de Planificació i Ordenació Turística Santiago Balaguer Albertí, es van posar d'acord per, de manera arbitrària, beneficiar amb fons públics procedents de l'Institut d'Estratègia Turística (Inestur) a la vicepresidenta de la Fundació Coint i tècnica del CBE María Dolores Ordóñez.
Per això, van donar les ordres i instruccions precises al personal de l'Inestur perquè preparessin i redactaran un conveni entre aquesta empresa i Coint per a la implementació d'una estació nàutica per un import de 140.000 euros amb càrrec al pressupost de 2007. L'acord va ser subscrit el 17 de juliol d'aquest any.
Volien aprofitar el fet que l'Inestur ja havia subscrit el 2004 un conveni amb el CBE per a l'assistència tècnica en el projecte europeu Nautismed, del qual era responsable una altra de les acusades, Tayne Butler, cunyada de Ordóñez. La pretensió dels inculpats passava així per beneficiar-se dels fons públics que el CBE anava a encomanar a l'Inestur per aquest projecte.
La Fundació Coint s'havia constituït a l'abril de 2006 per Ordóñez i Giovanni Colucci (en crida i cerca) amb domicili en un habitatge titularitat del pare de la primera i del també acusat Javier Ordóñez.
Tot just dos mesos i mig després de la signatura del nou conveni i sense haver fet les tasques a les quals Coint estava obligada, aquesta va presentar davant l'Inestur dues factures per un import de 70.000 euros cadascuna, que li van ser abonades l'1 de novembre de 2007 després que Buils i Balaguer ordenessin al gerent de l'empresa pública Antoni Oliver que procedís al seu pagament, ja que "tot estava en ordre i els treballs estaven fets".
De la mateixa manera, segons la fiscalia, Dolors Ordóñez i Tayne Butler van encarregar treballs ficticis, relatius a projectes del CBE en els quals intervenien com tècniques, a empreses participades o vinculades al seu entorn familiar. Això tot i que aquests serveis els realitzava el personal del CBE pel que, segons Anticorrupció, no tenia sentit que es pagués per una tasca ja prestada per empleats públics.
En concret, l'Inestur va abonar 5.267 euros per l'anomenat projecte "Damage"; altres 5.000 per la mateixa iniciativa; 519 pel projecte "Trend" per a la "traducció i certificació de subprojectes"; 1.032 i 305 euros per "Nurmedit" pel concepte de "traduccions"; 6.000 per "Development", i altres 6.000 i 12.000 euros per al projecte "Obsind".
Tant Ordóñez com Butler van intervenir en els fets sabent l'expressa prohibició que el personal dependent d'una Administració o de les empreses que hi estan vinculades contractessin amb l'organisme o entitat per a la qual prestessin els seus serveis.

## Implicats
- Francesc Buils Huguet: conseller de Turisme del Govern 2007-2008. UM. 1 any de presó per frau i 7 anys d'inhabilitació per prevaricació
- Santiago Balaguer Albertí: exdirector general de Planificació i Ordenació Turística. 1 any de presó per frau substituïble per una multa de 10.800 euros i 7 anys d'inhabilitació per prevaricació.
- María Dolores Ordóñez: Vicepresidenta de la Fundació Coint i tècnica del CBE. 1 any i mig de presó, 9 d'inhabilitació i 3.600 euros de multa
- Tayne Butler. Centre Balears Europa. 1 any de presó substituïble per multa de 7.200 euros i sanció econòmica de 3.600 euros
- Javier Ordóñez. European Projects Management Consulting (EPMC). 1 any de presó substituïble per 7.200 euros de multa

Aquestes condemnes vares ser dictades amb un acord de conformitat per part dels acusats. A més, la Fiscalia i els serveis jurídics del Govern varen retirar les seves acusacions contra un altre dels germans de Dolors Ordóñez, Enric, i la que fos presidenta de Coint, Betina Giner.